# Eric Botteghin
Eric Fernando Botteghin (São Paulo, 31 augustus 1987) is een Braziliaans voetballer die bij voorkeur als centrumverdediger speelt. Hij speelde in Nederland voorheen voor FC Zwolle, NAC Breda, FC Groningen en Feyenoord.

## Loopbaan

### Grêmio Barueri Futebol
Botteghin werd geboren in São Paulo in een familie van Italiaanse oorsprong. Hij heeft zowel een Braziliaans als een Italiaans paspoort. Hij doorliep de jeugdopleiding van Grêmio en speelde een jaar op huurbasis bij Internacional. Met die laatste club won hij Eurovoetbal, een toernooi in Nederland, waar hij gescout werd.

### FC Zwolle
FC Zwolle haalde Botteghin in januari 2007 naar Nederland. Hij verwierf er snel een basisplaats. In een kleine vijf jaar speelde hij 140 competitiewedstrijden voor de Zwollenaren, allemaal in de Eerste divisie. In 2011 besloot hij FC Zwolle transfervrij te verlaten.

### NAC Breda
Botteghin verruilde Zwolle in juli 2011 in voor NAC Breda. Hiermee kwam hij voor het eerst uit in de Eredivisie. In twee jaar speelde hij 64 wedstrijden voor de club uit Breda. In 2013 werd hij verkocht aan FC Groningen.

### FC Groningen
De club betaalde 650.000 euro voor hem. Hij tekende een contract voor drie jaar. Botteghin won in 2014/15 de KNVB Beker met FC Groningen. Zijn prestaties in het seizoen 2014/15 leverde hem de bronzen schoen op in het klassement voor Nederlands voetballer van het jaar.

### Feyenoord
Botteghin tekende in augustus 2015 een contract tot medio 2019 bij Feyenoord dat circa €2.500.000,- voor hem betaalde aan FC Groningen. Na een lastige eerste seizoenshelft wist hij zich na de winterstop in de basis te spelen bij de Rotterdammers. In april won hij zijn tweede opeenvolgende KNVB beker, mede dankzij zijn winnende goal in de verlenging van de kwartfinale in Kerkrade tegen Roda JC (0–1). In 2016/17 speelde hij voor het eerst Europees voetbal tot de winterstop, namelijk in de Europa League. In datzelfde jaar werd hij met Feyenoord kampioen van de Eredivisie. In september 2017 liep Botteghin een kruisbandblessure op en was maanden uit de roulatie. Botteghin tekende op 15 november 2017 een verbeterd contract, dat hem tot medio 2020 aan de club verbond. Nadat de Braziliaan zijn contract op 30 juni 2020 afliep, verlengde Feyenoord op 22 juli 2020 alsnog de samenwerking met een jaar tot medio 2021. Hij nam op 23 mei 2021 afscheid bij Feyenoord in de gewonnen finalewedstrijd van de play-offs Europees voetbal, die met 2-0 gewonnen werd van FC Utrecht.

### Ascoli
Botteghin, transfervrij, tekende in augustus 2021 een contract voor twee jaar met optie voor een derde jaar bij Ascoli Calcio dat uitkomt in de Serie B in Italië.

### Modena
In juli 2024 tekende Botteghin bij Modena.

### Carrièrestatistieken
| Seizoen        | Club                  | Competitie     | Competitie | Competitie | Beker | Beker | Internationaal | Internationaal | Overig | Overig | Totaal | Totaal |
| Seizoen        | Club                  | Competitie     | Wed.       | Dlp.       | Wed.  | Dlp.  | Wed.           | Dlp.           | Wed.   | Dlp.   | Wed.   | Dlp.   |
| -------------- | --------------------- | -------------- | ---------- | ---------- | ----- | ----- | -------------- | -------------- | ------ | ------ | ------ | ------ |
| 2006/07        | FC Zwolle             | Eerste divisie | 14         | 3          | 0     | 0     | –              | –              | 2      | 0      | 16     | 3      |
| 2007/08        | FC Zwolle             | Eerste divisie | 27         | 2          | 1     | 0     | –              | –              | 5      | 0      | 33     | 2      |
| 2008/09        | FC Zwolle             | Eerste divisie | 36         | 5          | 1     | 0     | –              | –              | 3      | 0      | 40     | 5      |
| 2009/10        | FC Zwolle             | Eerste divisie | 35         | 1          | 1     | 0     | –              | –              | 1      | 0      | 37     | 1      |
| 2010/11        | FC Zwolle             | Eerste divisie | 28         | 1          | 2     | 0     | –              | –              | 4      | 0      | 34     | 1      |
| 2011/12        | NAC Breda             | Eredivisie     | 32         | 2          | 1     | 0     | –              | –              | –      | –      | 33     | 2      |
| 2012/13        | NAC Breda             | Eredivisie     | 32         | 3          | 2     | 1     | –              | –              | –      | –      | 34     | 4      |
| 2013/14        | FC Groningen          | Eredivisie     | 34         | 2          | 3     | 1     | –              | –              | 4      | 0      | 41     | 3      |
| 2014/15        | FC Groningen          | Eredivisie     | 34         | 3          | 5     | 0     | 2              | 0              | –      | –      | 41     | 3      |
| 2015/16        | FC Groningen          | Eredivisie     | 1          | 0          | 0     | 0     | –              | –              | 1      | 0      | 2      | 0      |
| 2015/16        | Feyenoord             | Eredivisie     | 22         | 0          | 3     | 1     | –              | –              | –      | –      | 25     | 1      |
| 2016/17        | Feyenoord             | Eredivisie     | 34         | 4          | 3     | 1     | 5              | 0              | 1      | 0      | 43     | 5      |
| 2017/18        | Feyenoord             | Eredivisie     | 12         | 0          | 3     | 0     | 1              | 0              | 1      | 0      | 17     | 0      |
| 2018/19        | Feyenoord             | Eredivisie     | 22         | 2          | 1     | 1     | 1              | 1              | 1      | 0      | 25     | 4      |
| 2019/20        | Feyenoord             | Eredivisie     | 20         | 2          | 3     | 0     | 9              | 2              | 0      | 0      | 32     | 4      |
| 2020/21        | Feyenoord             | Eredivisie     | 23         | 1          | 1     | 0     | 4              | 0              | 2      | 0      | 11     | 0      |
| 2021/22        | Ascoli Calcio 1898 FC | Serie B        | 31         | 2          | 1     | 0     | 0              | 0              | 1      | 0      | 33     | 2      |
| 2022/23        | Ascoli Calcio 1898 FC | Serie B        | 37         | 3          | 2     | 0     | 0              | 0              | 0      | 0      | 39     | 3      |
| 2023/24        | Ascoli Calcio 1898 FC | Serie B        | 10         | 0          | 1     | 0     | 0              | 0              | 0      | 0      | 11     | 0      |
| Carrièretotaal | Carrièretotaal        | Carrièretotaal | 484        | 36         | 34    | 5     | 22             | 3              | 26     | 0      | 566    | 44     |

## Erelijst
| Competitie           | Winnaar (1ste) | Winnaar (1ste)   | Finalist (2de) | Finalist (2de) | Derde  | Derde |
| Competitie           | Aantal         | Jaren            | Aantal         | Jaren          | Aantal | Jaren |
| -------------------- | -------------- | ---------------- | -------------- | -------------- | ------ | ----- |
| FC Groningen         |                |                  |                |                |        |       |
| Johan Cruijff Schaal |                |                  | 1×             | 2015           |        |       |
| KNVB beker           | 1×             | 2014/15          |                |                |        |       |
| Feyenoord            |                |                  |                |                |        |       |
| Johan Cruijff Schaal | 2×             | 2017, 2018       | 1×             | 2016           |        |       |
| Eredivisie           | 1×             | 2016/17          |                |                |        |       |
| KNVB beker           | 2×             | 2015/16, 2017/18 |                |                |        |       |

Individueel
| Prijs                   | Aantal | Jaren   |
| ----------------------- | ------ | ------- |
| Nederland               |        |         |
| Voetballer van het jaar |        |         |
| Zilveren schoen         | 1x     | 2016/17 |
| Bronzen schoen          | 1x     | 2014/15 |

## Privé
De Italiaanse betovergrootvader van Botteghin emigreerde na de oorlog naar Brazilië. Op basis van zijn afkomst heeft Botteghin eveneens een Italiaans paspoort. Botteghin is getrouwd en heeft twee zonen.